# 보르살리노

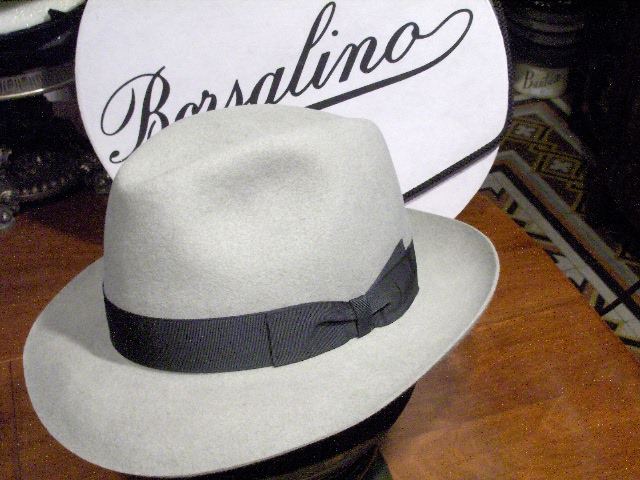

보르살리노(Borsalino) 또는 볼사리노는 럭셔리 모자 제조를 전문으로 하는 이탈리아에서 가장 오래된 기업이다. 1857년부터 제조 기반은 피에몬테 알레산드리아에 위치한다. 설립자 보르살리노(Giuseppe Borsalino)는 '보르살리노'라는 등록 상표를 특징으로 하는 특정 모델의 중절모를 개발한 것으로 기억된다.

## 역사
1857년 4월 4일, 보르살리노는 중절모의 생산에 특화된 알레산드리아에서 워크숍을 시작했다. 이 워크숍은 산업 생산으로 성장하였으며 1888년 이 기업은 Arnaldo Gardella가 설계한 새 공장으로 이전했다. 이 시기에 보르살리노는 하루에 2,500개의 모자를 생산했으나 1900년 만국 박람회에서 그랑프리를 수상하면서 전 세계적으로 브랜드의 명성 확산에 기여했다.

## 같이 보기
- 중절모자
- 트렌치코트
- 캡